# Telepolis
Telepolis és una revista d'Internet alemanya publicada per Heinz Heise Verlag des de principis del 1996. Va ser fundada pels periodistes Armin Medosch i Florian Rötzer i es dedica a la privacitat, la ciència, la cultura, la política i els mitjans de comunicació relacionats amb Internet. Altres autors són Mathias Bröckers, Gabriele Hooffacker o Burkhard Schröder.
Telepolis va rebre el premi europeu de periodisme internat en la categoria "informes de recerca" el 2000 per la seva cobertura del projecte Echelon; el 2002, va rebre el premi Online Grimme.
Publica periòdicament temes especials, la primera edició impresa (01/2005) sobre "Aliens - com els investigadors i els viatgers espacials volen descobrir la seva presència". Un dels articles d'aquesta edició, potser el més atrevit, va descriure l'anomenada teoria de tot (TOE) proposada per Burkhard Heim i les seves suposades aplicacions a la propulsió de les naus espacials. (La teoria d'Heim no forma part de la física principal, i pocs físics ho descriuen com un TOE). Altres tracten amb el SETI i l'exobiologia.